# Aimee Richardson
Aimee Richardson (Bangor, 29 dicembre 1997) è un'attrice britannica. È conosciuta per aver interpretato Myrcella Baratheon nelle prime due stagioni della serie televisiva Il Trono di Spade.

## Biografia
È nata nel 1997 a Bangor nell'Irlanda del Nord.

## Carriera
Nel 2011, Aimee Richardson è stata scelta per recitare la parte di Myrcella Baratheon nelle prime due stagioni della serie televisiva Il Trono di Spade. Il personaggio non è riapparso nella serie fino alla quinta stagione, ma interpretato da un'altra attrice, Nell Tiger Free. La HBO non ha mai comunicato il motivo di questa scelta.
Successivamente ha preso parte ad altre serie televisive come The Sparticle Mistery, Storyland e My Mother and Other Strangers.

## Filmografia

### Cinema
- Miss Conception, regia di Eric Styles (2008)
- Haunted Ulster Live, regia di Dominic O'Neill (2023)

### Televisione
- Il Trono di Spade (Game of Thrones) - serie TV, 8 episodi (2011-2012)
- The Sparticle Mistery - serie TV, 1 episodio (2015)
- Storyland - serie TV, 1 episodio (2016)
- My Mother and Other Strangers - serie TV, 2 episodi (2016)
- Fright Shorts – serie TV, 1 episodio (2017)
- The Break – serie TV, 1 episodio (2019)